# Merrill (Michigan)
Merrill – wieś w Stanach Zjednoczonych, w stanie Michigan, w hrabstwie Saginaw.